# Михайловка Первая (Оренбургская область)
Михайловка Первая — село в Сорочинском городском округе Оренбургской области России.

## География
Село находится в западной части Оренбургской области, в пределах возвышенности Общий Сырт, в степной зоне, на берегах реки Сорочки, вблизи места впадения в неё реки Бугай, на расстоянии примерно 20 километров (по прямой) к юго-западу от города Сорочинска, административного центра района. Абсолютная высота — 132 метра над уровнем моря.
Часовой пояс
Село Михайловка Первая, как и вся Оренбургская область, находится в часовой зоне МСК+2. Смещение применяемого времени относительно UTC составляет +5:00.

## Палеонтология
В 3 км к западу и юго-востоку от села на правом берегу реки Сорочка расположены два местонахождения окаменелостей раннего триасового периода — Покровка III и Михайловское. В этих местах найдены фрагменты черепов и рёбер темноспондальных амфибий, в том числе бентозуха (Benthosuchus), и кости конечностей протерозухид предположительно рода Chasmatosuchus. В нижнеоленёкском подъярусе Михайловского местонахождения обнаружены образцы бентозуха видов Benthosuchus cf. sushkini и B. sp.

## История
До 1 июня 2015 года являлось центром ныне упразднённого Михайловского Первого сельсовета.

## Население
| 2010 | 2012 | 2013 | 2014 |
| ---- | ---- | ---- | ---- |
| 327  | ↘322 | ↘316 | ↘308 |

Половой состав
По данным Всероссийской переписи населения 2010 года в половой структуре населения мужчины составляли 47,7 %, женщины — соответственно 52,3 %.
Национальный состав
Согласно результатам переписи 2002 года, в национальной структуре населения русские составляли 95 % из 421 чел.